# حزب کمونیست برمه
حزب کمونیست برمه (به برمه‌ای: ဗမာပြည်ကွန်မြူနစ်ပါတီ) قدیمی‌ترین حزب سیاسی موجود در میانمار (برمه) است. این حزب در تاریخ ۱۵ اوت ۱۹۳۹ در جلسه ای با حضور هفت عضو بنیانگذار از جمله آنگ سان که به عنوان پدر میانمار امروزی شناخته می‌شود، تأسیس شد. این حزب در اکتبر ۱۹۵۳ توسط دولت برمه (میانمار) غیرقانونی اعلام شد و فعالیت آن در این کشور غیرقانونی است.

## رهبری
رهبران گذشته حزب کمونیست برمه عبارتند از:
1. تاکین [nb ۱] اونگ سان - دبیرکل
2. تاکین سو - دبیرکل
3. Thakin Thein Pe (نویسنده و روزنامه‌نگار بعدی Thein Pe Myint) - دبیرکل
4. Thakin Than Tun - رئیس
5. تاکین زین - رئیس
6. Thakin Ba Thein Tin - رئیس

## تاریخچه

### تأسیس
در ۱۵ اوت ۱۹۳۹، یک جلسه مخفی با حضور هفت نفر در یک اتاق کوچک در خیابان بار، یانگون برگزار شد و حزب کمونیست برمه تأسیس شد.
شرکت کنندگان:
- تاکین اونگ سان
- تاکین با هین
- تاکین بو
- Thakin Hla Pe (Bo Let Ya)
- تاکین سو
- Yèbaw Ba Tin (HN Goshal)
- Yèbaw Tun Maung (دکتر عمار ناگ)

### جنگ جهانی دوم

اولین پرچم CPB (1939–1946)

پیش از آغاز درگیری‌های داخلی در میانمار، حزب کمونیست برمه برای استقلال از بریتانیا بزرگ و علیه اشغال برمه توسط ژاپنی‌ها در جنگ جهانی دوم جنگیده بود.
هنگامی کا تاکین سو در ژوئیه ۱۹۴۱ در زندان اینسین بود، و ثان تون نویسنده مانیفست این حسین بودند که فاشیسم را دشمن اصلی در جنگ آینده اعلام کرد و خواستار همکاری موقت با انگلیس و ایجاد یک ائتلاف گسترده ائتلاف شد. که باید شامل اتحاد جماهیر شوروی باشد. این خط مقدم جبهه مردمی بود که توسط رهبر کمونیست بلغارستان جورجی دیمیتروف در هفتمین کنگره کمینترن در سال ۱۹۳۵ پیش رفت.
این برخلاف نظر غالب جنبش دوباما بود، از جمله تاکین آونگ سان، که به‌طور مخفیانه میانمار را با گروهی از جوانان که بعداً به عنوان «سی رفقا» معروف شدند، ترک کرده بود تا از ژاپنی‌ها آموزش نظامی ببیند و ارتش استقلال برمه را تأسیس کند. (BIA)، بعداً به ارتش دفاع برمه (BDA) و متعاقباً به ارتش ملی برمه (BNA) تغییر نام یافت، که با نیروهای متفقین جنگید.
در طی اشغال ژاپنی‌ها در اول اوت ۱۹۴۳ یک دولت دست نشانده تشکیل شد. سو به زودی در دلتا ایراوادی برای سازماندهی مقاومت مسلحانه پس از حمله به زیر زمین رفته بود، و تان تون به عنوان وزیر زمین و کشاورزی توانست اطلاعات را به سو منتقل کند. دیگر رهبران کمونیست، تاکینز تین پ و تین شو در ژوئیه ۱۹۴۲ با دولت استعمار تبعیدی در سیملا، هند تماس گرفتند. در ژانویه ۱۹۴۴ در یک جلسه مخفی در نزدیکی Dedaye در دلتا، CPB با موفقیت اولین کنگره خود را به ریاست سو برگزار کرد.
کمونیستها در صف مقدم مقاومت مسلحانه بودند که متعاقباً در ۲۷ مارس ۱۹۴۵ به رهبری BNA تحت فرماندهی ژنرال آنگ سان به یک قیام ملی تبدیل شدند. فرمانده کمونیست Ba Htoo از فرماندهی شمال غرب مستقر در Mandalay شورش را سه هفته زودتر در ۸ مارس آغاز کرد. CPB همراه با BNA و حزب انقلابی خلق (PRP که بعداً به حزب سوسیالیست تغییر نام یافت) در ملاقات در پگو در اوت ۱۹۴۴ سازمان ضد فاشیست (AFO) را تشکیل داده بودند. یک سال بعد از شکست ژاپن و بازگشت دولت استعمار انگلیس برای ادامه مبارزه برای استقلال، به لیگ آزادی خلق ضد فاشیست مردم (AFPFL) تبدیل شد. مهمانی که با گروه کوچکی از مردان شروع به کار کرده بود اکنون از سال ۱۹۴۵ تا زمانی که برمه از انگلیس استقلال یافت به یک حزب مهم سیاسی قانونی تبدیل شد.

### تقسیم فراکسیون

پرچم دوم CPB (1946–1969)

در فوریه ۱۹۴۶، تاکین سو، رهبران را محکوم کرد و آنها را به Browderism متهم کرد، نوعی تجدیدنظرطلبی که توسط ارل باودر، رهبر حزب کمونیست آمریکا مورد حمایت قرار گرفت، و پیشنهاد کرد که دیگر جنگ مسلحانه لازم نیست، زیرا فاشیسم و امپریالیسم جهان ضعیف شده‌است، تبدیل روشهای اساسی به گزینه واقعی برای دستیابی به «آزادی ملی». تین پی، که جایگزین سو به عنوان دبیرکل شد، رهبر مسئول سیاست تدوین استراتژی تحت عنوان «به منظور درک بهتر متقابل و همکاری بیشتر» بود که در هند نوشته شد و در دومین کنگره حزب در جاده باگایا، رانگون در ژوئیه ۱۹۴۵ تصویب شد. سو از CPB جدا شد و یک گروه منشعب به نام حزب کمونیست پرچم سرخ تشکیل داد. اکثریت با Thakins Than Tun و Thein Pe باقی ماندند و به همکاری با AFPFL ادامه دادند. حزب اصلی به کمونیستهای پرچم سفید معروف شد اگرچه این عنوان هرگز به‌طور رسمی پذیرفته نشده‌است. در طی مذاکرات، انگلیسی‌ها متوجه شدند که‌تان تون متفکر آنگ سان است، زیرا برای نظر خود به‌طور مرتب به برادر شوهرش مراجعه می‌کند. در پایان مطبوعات محبوب «کمونیست‌های تین-تان» نام گرفتند، در پایان آنها نتوانستند «وحدت چپ» را با آنگ سان و سوسیالیست‌های تحت رهبری U Nu و Kyaw Nyein در AFPFL به دست آورند.

### معاهده صلح
مدت کوتاهی پس از میانمار از استعفا جنبش عدم تعهد در اعتراض به شوروی و دستکاری ویتنامی در سپتامبر ۱۹۷۹ هاوانا کنفرانس، وزیر امور خارجه چین هوانگ هوآ به دیدار رانگون. Ne Win در سال ۱۹۸۰ عفو عمومی را اعلام کرد که شاهد بازگشت U Nu و دیگران از تایلند بود. CPB با حمله به مونگ یاونگ پاسخ داد، اما پیشنهاد پیشنهاد مذاکرات را در سپتامبر پس از اجازه انقضا عفو عمومی داد. اولین دیدار در ماه اکتبر در پکن بین تیم‌های تحت هدایت Ba Thein Tin و Ne Win برگزار شد که یک دیدار غافلگیرانه از چین داشتند و هیئت کاچین را در وسط گفتگوها در Rangoon ترک کردند. در جلسه دوم به سرپرستی Thakin Pe Tint برای CPB و سرگرد. ژنرال رای مثبت کو برای BSPP ماه مه سال بعد در لاشیو، سه شرایط جدید بر روی میز توسط رای مثبت کو قرار داده شده‌اند
1. لغو CPB.
2. لغو PA تحت فرماندهی CPB.
3. لغو تمام «مناطق آزاد شده».

به CPB گفته شد که طبق ماده ۱۱ قانون اساسی ۱۹۷۴ که برمه را به عنوان یک کشور تک حزبی ایجاد کرده بود، جایی برای یک حزب سیاسی دیگر وجود ندارد. نین وین در ۱۴ مه مذاکرات صلح را پایان داد و اجازه داد تا آتش‌بس ۳۱ مه با KIO بدون پاسخ دادن به موضع کاچین پایان یابد. توافق‌نامه آتش‌بس با حزب کمونیست برمه صورت نگرفته‌است.
VOPB شروع به پخش درخواست‌های پایان دادن به جنگ داخلی، توسعه دموکراسی و ایجاد وحدت ملی در یک سیستم چند حزبی جدید کرد. CPB هنوز ۱۵۰۰۰ نیرو را در شمال شرقی فرماندهی می‌کرد و تاتمداو نیز پس از شروع تأخیر عملیات پادشاه فاتح در سال ۱۹۸۲ و متحمل شدن خساراتی بالغ بر چند صد در منطقه کنگتونگ - تانگیانگ از ضد حملات CPB، سرانجام عقب‌نشینی کرد. هر دو طرف در حال حاضر با چالش دیگری در افزایش قدرت جبهه ملی دموکراتیک (NDF) که در سال ۱۹۷۶ تشکیل شد، آشکارا بدون بامار، توسط شورشیان قومی متحد کارن، مون، کاچین، شان، پا-او، کارنی، کیان، وا و لاهو، به ویژه با بازگشت KIO در ۱۹۸۳ پس از شکست گفتگوهای صلح جداگانه با BSPP. این سرانجام منجر به این شد که CPB در سال ۱۹۸۶ با NDF به توافق برسد.

### شورش و انحطاط
در تابستان ۱۹۸۹، گروهی از موتوری‌ها به مقر حزب در شهر مرزی پانگسانگ یورش بردند و پرتره‌های رهبران کمونیست و نسخه‌هایی از ادبیات کمونیست را نابود کردند. بسیاری از اعضای حزب، از جمله رهبران ارشد، مجبور به تبعید شدند و از مرز به چین فرار کردند، و نفوذ حزب را به شدت تضعیف کردند.
در سال ۱۹۹۱، پروژه ماژ گزارش داد که بازماندگان حزب همچنان در اراکان وجود دارند.

## توضیحات
1. ↑  Thakin is Burmese for "master". Members of the nationalist  Dobama Asiayone  organization put Thakin in front of their names to symbolise that they were the "true masters" of Burma, not the British.